# 阿尔塔塔马一世
阿尔塔塔马一世（约公元前1430年前后在位）（英語：Artatama）米坦尼国王，为胡里特人后裔。埃及法老阿蒙霍特普三世曾多次要求要与他进行政治婚姻，以强化两国关系，从而共同面对潜在的赫梯人入侵。 